# Cinta de màniga de Creta
La Cinta de màniga de Creta (alemany: Ärmelband Kreta) és una condecoració nazi creada per Adolf Hitler el 16 d'octubre del 1942 atorgada per la participació en la batalla de Creta.
Va ser atorgada per:
1. Haver participat entre el 20 i el 27 de maig de 1941 a l'assalt aerotransportat amb paracaigudistes a l'illa de Creta (les unitats qualificades per rebre-la van ser principalment la 7. Flieger-Division, incloent els paracaigudistes dels Fallschrimjäger-Regiments 1, 2 i 3, així com el Luftlande-Sturm-Regiment i unitats del 5. i 6. Gebirgs-División, aerotransportats als aerodroms capturats, el II/Panzer-Regiment 31, Kradschutzen-Bataillon 55 i el Maschinengewehr-Bataillon 609)
2. Haver participat en les operacions de suport aeri sobre Creta (avions de transport amb reforços o que llancesin provisions o utillatge, avions d'escolta, etc., així com les tripulacions del pont aeri original)
3. Haver estat en servei actiu a les aigües properes a Creta fins al 27 de maig de 1941 (inclou les tropes del Gebirgsjäger-Regiment 85 i 100 que van entrar en combat mentre que eren transportats per mar)

Va ser la primera cinta de bocamàniga d'una campanya creada a la II Guerra Mundial. La primera ordre provingué de la Kriegsmarine, instituint-la data del 14 d'agost de 1942, seguida de la de la Luftwaffe el 29 de setembre, i finalment el Heer, del 16 d'octubre.
Havien 2 models diferents del document: el de la Kriegsmarine i del Heer era molt senzill, només d'un color, mentre que el de la Luftwaffe estava molt més elaborat, ja que incloïa un mapa de Creta sobre el qual apareixia la insígnia dels paracaigudistes.
Aquesta condecoració va estar oberta per a la proposició de personal eligible fins al 31 d'octubre de 1944, data a partir de la qual no se'n van fer més.
Es lluïa a la bocamàniga esquerra de l'uniforme. El seu disseny era el mateix per a tots els rangs, i cada receptor rebia un joc de 4 cintes per cosir-les a tots els uniformes.

## Disseny
Una cinta de cotó blanc de 3,2 cm d'ample, a les puntes de la qual apareixen rivets daurats de 3mm d'ample. Al centre hi apareix la llegenda "KRETA" brodades a màquina amb el mateix fil daurat, flanquejada als costats per fulles d'acant.